# Pogonioefferia yermo
Pogonioefferia yermo là một loài ruồi trong họ Asilidae. Pogonioefferia yermo được Wilcox miêu tả năm 1966. Loài này phân bố ở vùng Tân Bắc giới.